# Latveria

Latverias flagga

Latveria är ett pyttelitet östeuropeiskt land i Marvels Universum som bokstavligen styrs med järnhand av superskurken Doktor Doom, Fantastic Fours ärkefiende. I Latveria talas både latverianska (som är besläktat med polska och tyska), ungerska, serbiska, rumänska och tyska. 